# Calea ferată Cernăuți–Suceava
Calea ferată Cernăuți–Suceava este o linie principală de cale ferată în Ucraina și România. Aceasta traversează regiunea istorică Bucovina de la nord la sud.

## Istoric
Această linie de cale ferată a fost construită pe teritoriul austriac al Imperiului Austro-Ungar.
La 1 septembrie 1866 a fost inaugurată calea ferată care lega orașele Liov (în germană Lemberg) și Cernăuți (în germană Czernowitz). Ea a fost construită și pusă în exploatare de către compania feroviară Lemberg-Czernowitz-Jassy Eisenbahn (LCJE). Aceasta obținuse la 15 mai 1867 concesiunea pentru continuarea căii ferate până la Suceava, aflată atunci pe granița dintre Austro-Ungaria și România.
Concesiunea prevedea că lucrările trebuiau să înceapă în același an și să fie finalizate până la sfârșitul anului 1869. Unul dintre motivele pentru construirea rapidă a căii ferate a fost dorința de a oferi populației care suferea de foamete o posibilitate de a-și achiziționa alimente din Bucovina. În ciuda condițiilor nefavorabile de pe teren, traseul feroviar Cernăuți–Suceava a fost pus în funcțiune la 28 octombrie 1869. Împreună cu calea ferată Suceava-Roman inaugurată la 15 decembrie 1869, România dispunea acum de o rețea feroviară conectată cu țările din străinătate. Granița româno-austriacă era situată la sud de Gara Ițcani (în germană Itzkany, astăzi Gara Suceava Nord).
Traseul de cale ferată Cernăuți–Suceava ocolea orașele Siret și Rădăuți. Istoricul Ion Nistor (1876–1962) a afirmat că societatea de construcție nu a dorit să încarce caietul de sarcini cu cheltuieli pentru construirea a două poduri peste râul Suceava, în urma acestui act de neglijență fiind afectate interesele economice și comerciale ale Rădăuțiului.
În ciuda importanței sale, traseul a funcționat în pierdere din cauza condițiilor economice dificile din Bucovina și din nordul Moldovei. Între anii 1872-1875 guvernul austriac a pus sub sechestru acest traseu. În anii 1889–1894 traseul a fost naționalizat prin plata unor despăgubiri adecvate; această operațiune a fost efectuată de către Căile Ferate Austriece cezaro-crăiești de Stat (kkStB).
După Primul Război Mondial, Bucovina s-a unit cu România; calea ferată Cernăuți–Suceava s-a aflat în întregime pe teritoriul românesc până la ocuparea nordului Bucovinei de către Uniunea Sovietică în 1940 și, astfel, calea ferată a fost împărțită între cele două state. După ce nordul Bucovinei a fost eliberat în 1941 de către România, el a fost reocupat din nou în 1944 de către URSS, devenind în anul 1991 parte componentă a Ucrainei. După Al Doilea Război Mondial, partea de nord a căii ferate a fost echipată cu șine cu ecartament lat.

## Situație actuală
Întregul traseu este cu o singură linie, fiind electrificat pe tronsonul Suceava Nord–Dărmănești cu curent alternativ (25 kV, 50 Hz). Acesta este în prezent (2013) singura linie de cale ferată de călători (folosita) de trecere între Ucraina și România și, de asemenea, are o importanță și în traficul de mărfuri între cele două țări. Schimbarea boghiurilor la vagoane ca urmare a trecerii de la ecartament normal la ecartament lat (operațiune denumită recartare) are loc pe partea ucraineană a căii ferate, în Vadul Siret.
Pe acest traseu circulă numai trenul transfrontalier de călători Moscova–Sofia, care circulă prin Kiev. În plus, există treburi regionale care circulă între Cernăuți și Vadul Siret, precum și între Dornești și Suceava. 
Între Vadul Siret și Dornești, calea ferată are liniile încălecate (cu dublu ecartament: 1.435 mm și 1520 mm). 

## Imagini

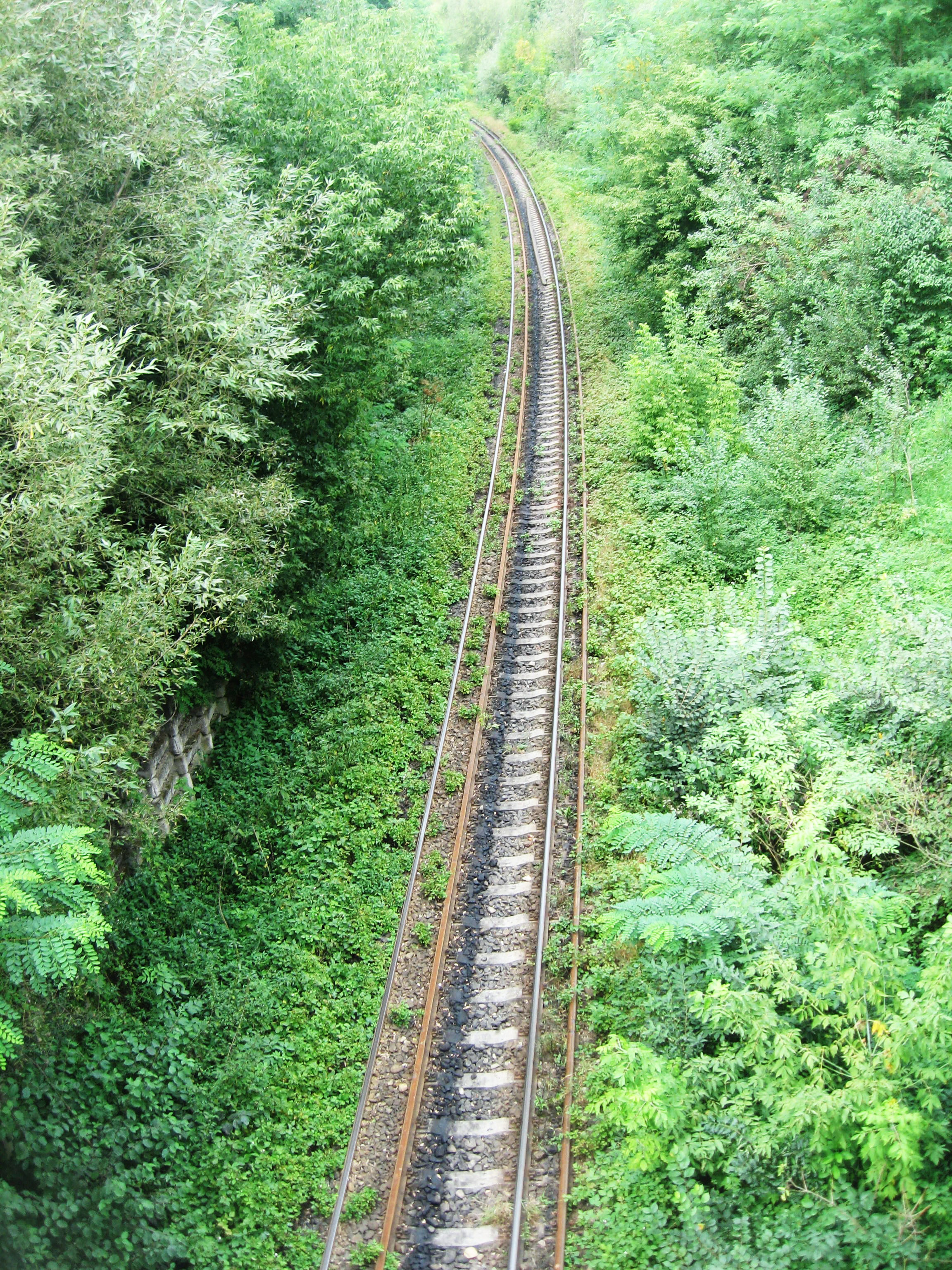
Cale ferată cu linii încălecate, la trecerea prin dreptul satului Muşeniţa
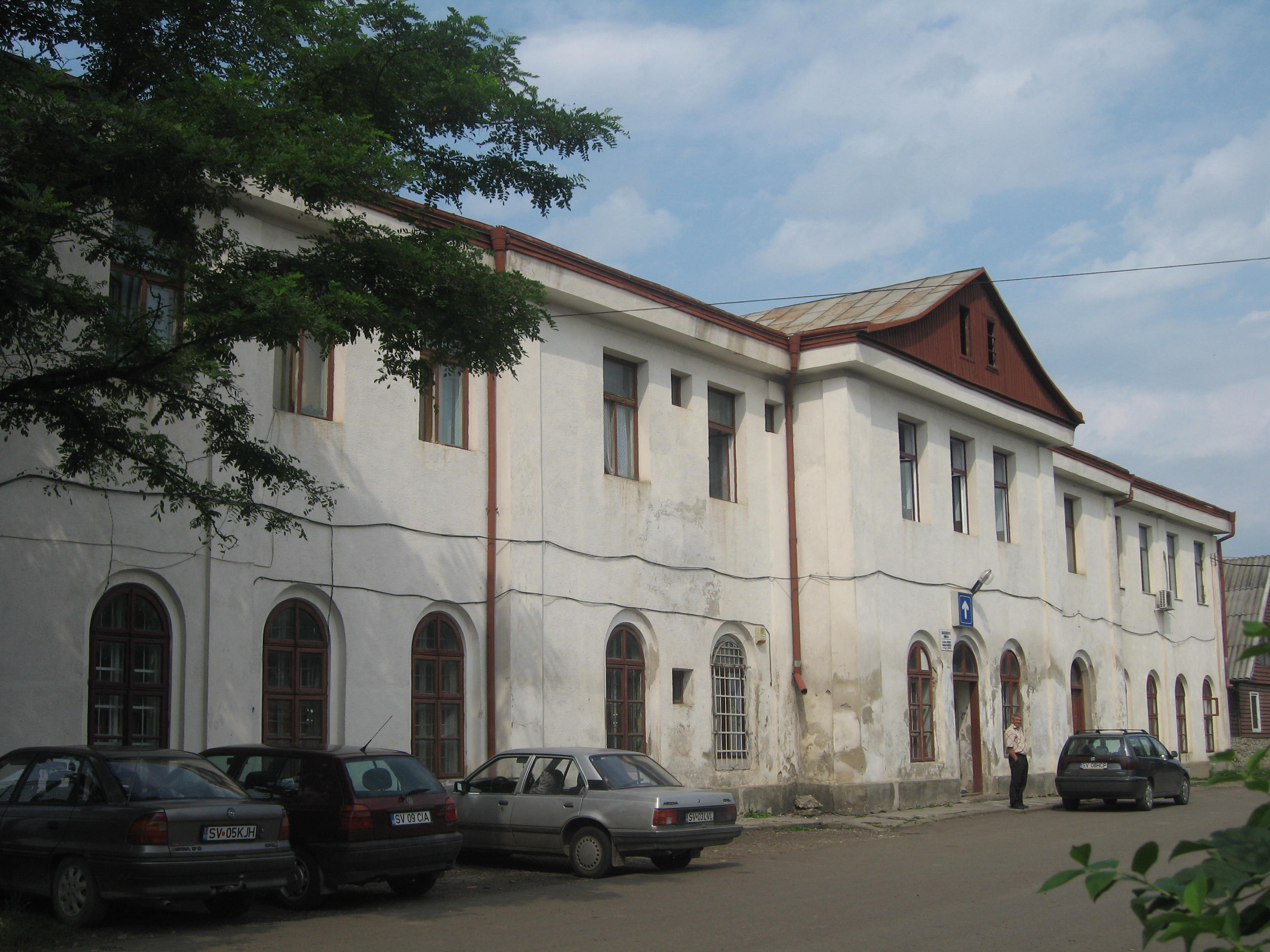
Gara veche din Dorneşti
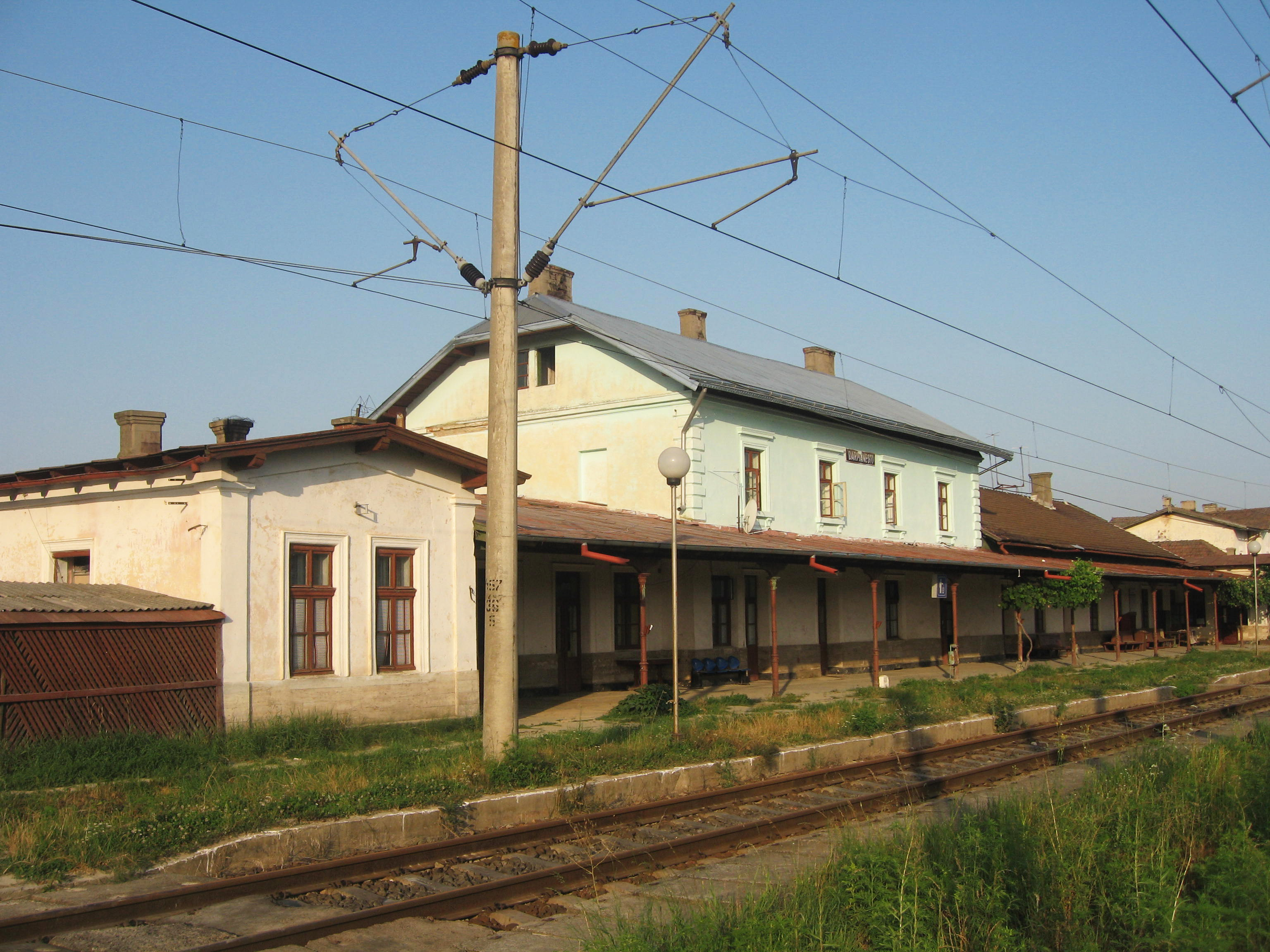
Gara veche din Dărmănești (anterior Hatna)
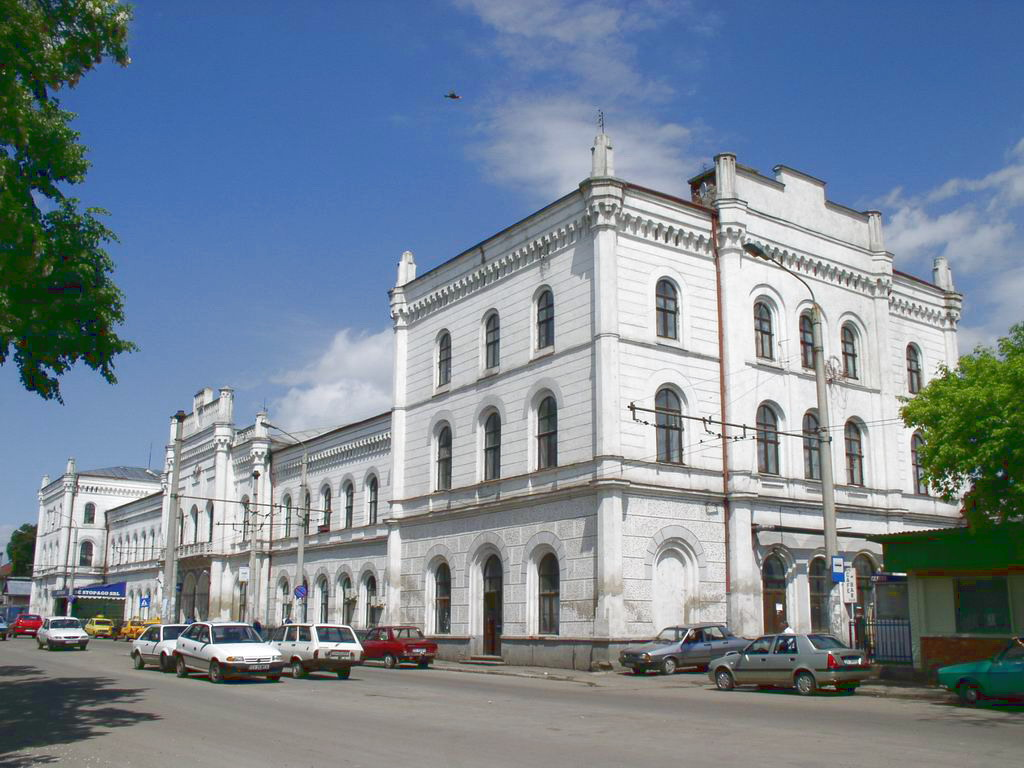
Gara Suceava Nord (anterior Itzkany)